# Axel Rydin
Axel Valentin Rydin (Linköping, 14 de fevereiro de 1887 — Norrköping, 13 de maio de 1971) foi um velejador sueco, campeão olímpico. Ele competiu nos Jogos Olímpicos de Verão de 1920 na classe Cruzador de escolho 40 m² e conquistou a medalha de ouro na disputa a bordo do Sif com Tore Holm, Yngve Holm e Georg Tengwall.